# Koroatzea
Koroatzea (en castellà Coronación) és un barri de la ciutat de Vitòria (Àlaba). Té una població de 13.416 habitants (2008). És situat al centre de la ciutat, a l'oest de l'Alde Zaharra. És un dels barris més antics de la ciutat, urbanitzat i habitat en les primeres dècades del segle XX i fins i tot algunes zones en el Segle XIX. Limita a l'est amb l'Alde Zaharra, al nord amb Pilar, el Parc del Nord el separa de Zaramaga i al sud amb Lovaina.

## Demografia
És un dels barris on la població autòctona ha caigut a causa de l'envelliment de la població. La seva caiguda no obstant això, ha estat compensada amb l'arribada de població immigrant, que és majoritària a la zona d'Aldave, que limita amb l'Alde Zaharra. Això fa que el barri segueixi sent dels més populosos de Vitòria, malgrat la caiguda en nombre d'habitants soferta ja en les últimes dècades dels anys 90.

## Transport
| línia          | Nom             | Destí Sentit Anada | Destí Sentit Tornada | Estacions al Barri                            |
| -------------- | --------------- | ------------------ | -------------------- | --------------------------------------------- |
| Línia 4        | LAKUA-MARITURRI | LAKUA              | MARITURRI            | Domingo Beltrán 30, Coronación 16. San Ignaio |
| Línia circular | Casco Viejo     | Paz (circular)     | Paz (circular)       | Coronacion 16, Portal Arriaga/Aldave          |